# Municipio San Pedro de Totora
Das Municipio San Pedro de Totora ist ein Verwaltungsbezirk im Departamento Oruro im Hochland des südamerikanischen Anden-Staates Bolivien.

## Lage im Nahraum
Das Municipio San Pedro de Totora ist das einzige Municipio der Provinz San Pedro de Totora. Es grenzt im Norden an das Departamento La Paz, im Westen und Südwesten an die Provinz Sajama, im Südosten an die Provinz Carangas und im Osten an die Provinz Nor Carangas. Das Municipio San Pedro de Totora liegt zwischen 17° 41' und 18° 06' südlicher Breite und zwischen 67° 33' und 67° 58' westlicher Länge. Es erstreckt sich über 45 Kilometer in Ost-West- und über 50 Kilometer in Nord-Süd-Richtung.
Der zentrale Ort des Municipios ist Totora mit 270 Einwohnern (Volkszählung 2012) im nordöstlichen Teil des Municipios.

## Geographie
Das Municipio San Pedro de Totora liegt auf dem bolivianischen Altiplano zwischen den Anden-Gebirgsketten der Cordillera Occidental im Westen und der Serranía de Huayllamarca im Osten. Die Region weist ein ausgeprägtes Tageszeitenklima auf, bei dem die Temperaturen im Tagesverlauf stärker schwanken als im Jahresverlauf.
Die mittlere Durchschnittstemperatur der Region liegt bei 9 °C, der Jahresniederschlag beträgt etwa 450 mm (siehe Klimadiagramm Curahuara de Carangas). Die Monatsdurchschnittstemperaturen schwanken nur unwesentlich zwischen 7 °C im Juli und 11 °C im Dezember, die Monatsniederschläge liegen zwischen unter 10 mm in den Monaten Juni und Juli und nahe 100 mm von Dezember bis Februar.

## Bevölkerung
Die Einwohnerzahl des Municipios ist zwischen 1992 und 2024 um fast zwei Drittel angestiegen:
| Jahr | Einwohner | Quelle       |
| ---- | --------- | ------------ |
| 1992 | 4040      | Volkszählung |
| 2001 | 4941      | Volkszählung |
| 2012 | 5531      | Volkszählung |
| 2024 | 6570      | Volkszählung |

Die Bevölkerungsdichte des Municipios bei der letzten Volkszählung von 2024 betrug 4,6 Einwohner/km², die Lebenserwartung der Neugeborenen lag im Jahr 2001 bei 57,1 Jahren.
Der Alphabetisierungsgrad bei den über 15-Jährigen lag bei 82,9 Prozent (2001). Wichtigste Sprache der Provinz ist Aymara, das von 97 Prozent der Bevölkerung gesprochen wird.
99 Prozent der Bevölkerung haben keinen Zugang zu Elektrizität, 94 Prozent leben ohne sanitäre Einrichtung (1992).
83,5 Prozent der Erwerbstätigen arbeiten in der Landwirtschaft, 4 Prozent in der Industrie, 12,5 Prozent im Dienstleistungsbereich (2001).
64 Prozent der Einwohner sind katholisch, 25 Prozent sind evangelisch (1992).

## Politik
Ergebnis der Regionalwahlen (concejales del municipio) vom 4. April 2010:
| Wahl- berechtigte |  | Wahl- beteiligung | gültige Stimmen |  | MAS-IPSP | FPV    | MSM    |
| ----------------- |  | ----------------- | --------------- |  | -------- | ------ | ------ |
| 2.289             |  | 2.049             | 1.324           |  | 848      | 254    | 222    |
|                   |  | 89,5 %            | 64,6 %          |  | 64,0 %   | 19,2 % | 16,8 % |

Ergebnis der Regionalwahlen (elecciones de autoridades políticas) vom 7. März 2021:
| Wahl- berechtigte |  | Wahl- beteiligung | gültige Stimmen |  | MAS-IPSP | UN SOL PARA ORURO | BST    | MTS    | UNICO  | PP     |
| ----------------- |  | ----------------- | --------------- |  | -------- | ----------------- | ------ | ------ | ------ | ------ |
| 2.690             |  | 2.247             | 1.814           |  | 1.400    | 139               | 113    | 89     | 20     | 19     |
|                   |  | 83,53 %           | 80,73 %         |  | 77,18 %  | 7,66 %            | 6,23 % | 4,91 % | 1,10 % | 1,05 % |

## Gliederung
Das Municipio untergliedert sich in die folgenden sieben Kantone (cantones):
- 04-1301-01 Kanton Totora (im nordöstlichen Teil des Municipio) – 33 Ortschaften – 2.341 Einwohner
- 04-1301-02 Kanton Huacanapi (im südlichen Teil des Municipio) – 10 Ortschaften – 844 Einwohner
- 04-1301-03 Kanton Marquirivi (im südöstlichen Teil des Municipio) – 3 Ortschaften – 367 Einwohner
- 04-1301-04 Kanton Crucero (im westlichen Teil des Municipio) – 9 Ortschaften – 527 Einwohner
- 04-1301-05 Kanton Chojña Cota (im westlichen Teil des Municipio) – 5 Ortschaften – 332 Einwohner
- 04-1301-06 Kanton Calazaya (im nordwestlichen Teil des Municipio) – 8 Ortschaften – 451 Einwohner
- 04-1301-07 Kanton Culta (im südlichen Teil des Municipio) – 2 Ortschaften – 669 Einwohner

## Ortschaften im Municipio San Pedro de Totora
- Kanton Totora
  - Totora 270 Einw.

- Kanton Huacanapi
  - Sora Sora 387 Einw. – Huacanapi 328 Einw.

- Kanton Marquirivi
  - Marquirivi

- Kanton Crucero
  - Crucero 107 Einw.

- Kanton Chojña Cota
  - Chojñacota

- Kanton Calazaya
  - Calazaya

- Kanton Culta
  - Culta 604 Einw.